# Feriados no Chile
Esta é uma lista de Feriados do chile, deles seis são de carácter civil e oito são religiosos.
| Data                 | Nome em português                          | Nome local                                     |
| -------------------- | ------------------------------------------ | ---------------------------------------------- |
| 1 de janeiro         | Ano Novo                                   | Año Nuevo                                      |
| móvel                | Sexta-feira Santa                          | Viernes Santo                                  |
| móvel                | Sábado de Aleluia                          | Sábado Santo                                   |
| 1 de maio            | Dia Internacional do Trabalho              | Día Internacional del Trabajo                  |
| 21 de maio           | Dia das Glorias Navais                     | Día de las Glorias Navales                     |
| Solstício de inverno | Dia Nacional dos Povos Indígenas           | Día Nacional de los Pueblos Indígenas          |
| 29 de junho          | Dia de São Pedro e São Paulo               | Día de San Pedro y San Pablo                   |
| 16 de julho          | Dia de Nossa Senhora do Carmo              | Día de la Virgen del Carmen                    |
| 18 de setembro       | Dia da Independência                       | Día de la Independencia Nacional               |
| 19 de setembro       | Dia das Glórias do Exército                | Día de las Glorias del Ejército                |
| 12 de outubro        | Dia do Encontro de Dois Mundos             | Día del Encuentro de Dos Mundos                |
| 31 de outubro        | Dia das Igrejas Evangélicas e Protestantes | Día de las Iglesias Evangélicas y Protestantes |
| 1 de Novembro        | Dia de Todos os Santos                     | Día de Todos los Santos                        |
| 8 de dezembro        | Imaculada Conceição de Maria               | Inmaculada Concepción de María                 |
| 25 de dezembro       | Natal                                      | Navidad                                        |